# Constantin Celăreanu
Constantin Celăreanu (Bucarest, 11 giugno 1890 – 20 aprile 1983) è stato un generale e aviatore rumeno, che fu comandante del Gruparea Aeriană de Luptă della Forțele Aeriene Regale ale României, schierato sul Fronte orientale durante la seconda guerra mondiale.

## Biografia
Nato a Bucarest l'11 giugno 1890. Tra il 1910 e il 1912 frequentò la Scuola militare per ufficiali di artiglieria e genio, da cui uscì con il grado di sottotenente. Promosso tenente nel 1915, a partire dal novembre dell'anno successivo partecipò, fino al novembre 1918, alla operazioni belliche contro gli Imperi centrali. Divenne capitano nel 1917, e maggiore nel 1920. A partire dal 1920 e fino al 1922 frequentò la Scuola di guerra "Carlo I", e nel 1925 fu nominato comandante della Scuola Tecnica Aeronautica (STA) a Mediaș. Promosso tenente colonnello nel 1932, comandò la STA fino al 1932, e il 31 dicembre dello stesso anno transitò in servizio nella Forțele Aeriene Regale ale României con il grado di capitano comandante. L'8 giugno 1934 fu promosso colonnello e il 1 gennaio 1940 brigadiere generale. Il 22 giugno 1941, data di inizio dell'Operazione Barbarossa, fu nominato comandante presso il Comando dell'Aeronautica Militare, e comandante del Gruparea Aeriană de Luptă. Grazie alle misure da lui adottate il GAL operò brillantemente nella Bessarabia meridionale, supportando la 4ª Armata negli attraversamenti dei fiumi Prut e Dniester, colpendo il nemico in ritirata, e durante la battaglia di Odessa impedì qualsiasi azione nemica sulla destra della 4ª Armata.  Lasciò l'incarico di comandante del Gruparea Aeriană de Luptă il 16 ottobre 1941. Il 1 luglio 1942 venne insignito della Croce d'oro con prima e seconda barra e della Croce di Cavaliere dell'Ordine alla virtù aeronautica. Il 23 giugno 1943 fu promosso maggior generale. Tra il 1 agosto e il 1 novembre 1944 fu comandante del Comando di Difesa Passiva; tra il 15 agosto 1944 e il 28 marzo 1945 fu comandante del Comando dell'Aviazione.
Fu trasferito d'ufficio alla riserva per limiti di età il 24 giugno 1945, con decisione ministeriale n. 1.659 del 22 settembre 1944.  Si spense il 20 aprile 1983.

### Fonti
1. 1 2 3 4  Generals.
2. 1 2  Duțu, Dobre, Longhin 2017, p. 106.
3. ↑  Nicoară, Stan, Mocanu 2012, p. 104.
4. 1 2 3 4  Regio Decreto n. 1.935 del 1° luglio 1942 per il conferimento di decorazioni e medaglie di guerra ad ufficiali e truppe dell'esercito tedesco e rumeno, pubblicato nel Monitorul Oficial, anno CX, n. 161 del 14 luglio 1942, parte I-a, p. 5.825.
5. ↑  Decisione ministeriale n. 1.659 del 22 settembre 1944 per i trasferimenti d'ufficio alla riserva, pubblicata nel Monitorul Oficial', anno CXII, n. 222 del 26 settembre 1944, parte I-a, p. 6.420.
6. ↑  Regio decreto n. 1.909 dell'8 giugno 1940 per il conferimento di ordini e medaglie, pubblicato nel Monitorul Oficial, anno CVIII, n. 131 dell'8 giugno 1940, parte I-a, pag. 2.825.